# Seznam dílů seriálu Teorie velkého třesku
Toto je seznam dílů seriálu Teorie velkého třesku. Americký sitcom Teorie velkého třesku (v anglickém originále The Big Bang Theory) byl vysílán v letech 2007–2019 na stanici CBS. Celkem vzniklo 279 dílů ve dvanácti řadách. V Česku jej od roku 2009 vysílá stanice Prima Cool a od roku 2020 Nova Fun.

## Přehled řad
| Řada | Díly | Premiéra v USA | Premiéra v USA  | Premiéra v ČR     | Premiéra v ČR      |
| Řada | Díly | První díl      | Poslední díl    | První díl         | Poslední díl       |
| ---- | ---- | -------------- | --------------- | ----------------- | ------------------ |
| 1    | 17   | 24. září 2007  | 19. května 2008 | 7. dubna 2009     | 28. července 2009  |
| 2    | 23   | 22. září 2008  | 11. května 2009 | 21. října 2010    | 30. listopadu 2010 |
| 3    | 23   | 21. září 2009  | 24. května 2010 | 1. prosince 2010  | 10. ledna 2011     |
| 4    | 24   | 23. září 2010  | 19. května 2011 | 3. listopadu 2011 | 14. prosince 2011  |
| 5    | 24   | 22. září 2011  | 10. května 2012 | 18. června 2012   | 26. července 2012  |
| 6    | 24   | 27. září 2012  | 16. května 2013 | 23. května 2013   | 3. července 2013   |
| 7    | 24   | 26. září 2013  | 15. května 2014 | 19. června 2014   | 30. července 2014  |
| 8    | 24   | 22. září 2014  | 7. května 2015  | 29. června 2015   | 6. srpna 2015      |
| 9    | 24   | 21. září 2015  | 12. května 2016 | 23. června 2016   | 3. srpna 2016      |
| 10   | 24   | 19. září 2016  | 11. května 2017 | 4. září 2017      | 21. září 2017      |
| 11   | 24   | 25. září 2017  | 10. května 2018 | 8. ledna 2018     | 18. června 2018    |
| 12   | 24   | 24. září 2018  | 16. května 2019 | 4. února 2019     | 15. července 2019  |

## Seznam dílů

### První řada (2007–2008)
| Č. v seriálu | Č. v řadě | Původní název                      | Český název                     | Režie            | Scénář                                   | Premiéra v USA     | Premiéra v ČR     | Produkční kód |
| ------------ | --------- | ---------------------------------- | ------------------------------- | ---------------- | ---------------------------------------- | ------------------ | ----------------- | ------------- |
| 1            | 1         | Pilot                              | Pilot                           | James Burrows    | Chuck Lorre a Bill Prady                 | 24. září 2007      | 7. dubna 2009     | 276023        |
| 2            | 2         | The Big Bran Hypothesis            | Hypotéza otrubové vlákniny      | Mark Cendrowski  | Robert Cohen a Dave Goetsch              | 1. října 2007      | 14. dubna 2009    | 3T6601        |
| 3            | 3         | The Fuzzy Boots Corollary          | Korolár seržanta Sněhulky       | Mark Cendrowski  | Bill Prady a Steven Molaro               | 8. října 2007      | 21. dubna 2009    | 3T6602        |
| 4            | 4         | The Luminous Fish Effect           | Efekt světélkující rybky        | Mark Cendrowski  | David Litt a Lee Aronsohn                | 15. října 2007     | 28. dubna 2009    | 3T6603        |
| 5            | 5         | The Hamburger Postulate            | Hamburgerový postulát           | Andrew D. Weyman | Dave Goetsch a Steven Molaro             | 22. října 2007     | 5. května 2009    | 3T6604        |
| 6            | 6         | The Middle-Earth Paradigm          | Paradigma Pána prstenů          | Mark Cendrowski  | David Litt a Robert Cohen                | 29. října 2007     | 12. května 2009   | 3T6605        |
| 7            | 7         | The Dumpling Paradox               | Knedlíčkový paradox             | Mark Cendrowski  | Lee Aronsohn a Jennifer Glickman         | 5. listopadu 2007  | 19. května 2009   | 3T6606        |
| 8            | 8         | The Grasshopper Experiment         | Koktejlový experiment           | Ted Wass         | Lee Aronsohn a Robert Cohen              | 12. listopadu 2007 | 26. května 2009   | 3T6607        |
| 9            | 9         | The Cooper-Hofstadter Polarization | Cooper-Hofstadterova polarizace | Joel Murray      | Chuck Lorre, Lee Aronsohn a Dave Goetsch | 17. března 2008    | 2. června 2009    | 3T6608        |
| 10           | 10        | The Loobenfeld Decay               | Loobenfeldův rozpad             | Mark Cendrowski  | Bill Prady a Lee Aronsohn                | 24. března 2008    | 9. června 2009    | 3T6609        |
| 11           | 11        | The Pancake Batter Anomaly         | Lívancová anomálie              | Mark Cendrowski  | Bill Prady a Stephen Engel               | 31. března 2008    | 16. června 2009   | 3T6610        |
| 12           | 12        | The Jerusalem Duality              | Jeruzalémská dualita            | Mark Cendrowski  | Dave Goetsch a Steven Molaro             | 14. dubna 2008     | 23. června 2009   | 3T6611        |
| 13           | 13        | The Bat Jar Conjecture             | Batnádoba a chybný předpoklad   | Mark Cendrowski  | Bill Prady a Robert Cohen                | 21. dubna 2008     | 30. června 2009   | 3T6612        |
| 14           | 14        | The Nerdvana Annihilation          | Zkáza mimoňoráje                | Mark Cendrowski  | Stephen Engel a Steven Molaro            | 28. dubna 2008     | 7. července 2009  | 3T6613        |
| 15           | 15        | The Porkchop Indeterminacy         | Roštěnkové distribuční dilema   | Mark Cendrowski  | Lee Aronsohn a Bill Prady                | 5. května 2008     | 14. července 2009 | 3T6614        |
| 16           | 16        | The Peanut Reaction                | Reakce na arašídy               | Mark Cendrowski  | Dave Goetsch a Steven Molaro             | 12. května 2008    | 21. července 2009 | 3T6615        |
| 17           | 17        | The Tangerine Factor               | Mandarinkový faktor             | Mark Cendrowski  | Lee Aronsohn a Steven Molaro             | 19. května 2008    | 28. července 2009 | 3T6616        |

### Druhá řada (2008–2009)
| Č. v seriálu | Č. v řadě | Původní název                       | Český název                            | Režie           | Scénář                             | Premiéra v USA     | Premiéra v ČR      | Produkční kód |
| ------------ | --------- | ----------------------------------- | -------------------------------------- | --------------- | ---------------------------------- | ------------------ | ------------------ | ------------- |
| 18           | 1         | The Bad Fish Paradigm               | Paradigma zkažené ryby                 | Mark Cendrowski | Dave Goetsch a Steven Molaro       | 22. září 2008      | 21. října 2010     | 3T7351        |
| 19           | 2         | The Codpiece Topology               | Topologie váčkovitého poklopce         | Mark Cendrowski | Bill Prady a Lee Aronsohn          | 29. září 2008      | 25. října 2010     | 3T7352        |
| 20           | 3         | The Barbarian Sublimation           | Barbarská sublimace                    | Mark Cendrowski | Steven Molaro a Eric Kaplan        | 6. října 2008      | 26. října 2010     | 3T7353        |
| 21           | 4         | The Griffin Equivalency             | Griffinova ekvivalence                 | Mark Cendrowski | Stephen Engel a Tim Doyle          | 13. října 2008     | 27. října 2010     | 3T7354        |
| 22           | 5         | The Euclid Alternative              | Euklidovská alternativa                | Mark Cendrowski | Lee Aronsohn a Dave Goetsch        | 20. října 2008     | 28. října 2010     | 3T7355        |
| 23           | 6         | The Cooper–Nowitzki Theorem         | Cooper-Nowitzki teorém                 | Mark Cendrowski | Tim Doyle a Richard Rosenstock     | 3. listopadu 2008  | 1. listopadu 2010  | 3T7356        |
| 24           | 7         | The Panty Piñata Polarization       | Polarizace kalhotkové všehochuti       | Mark Cendrowski | Jennifer Glickman a Steven Molaro  | 10. listopadu 2008 | 2. listopadu 2010  | 3T7357        |
| 25           | 8         | The Lizard–Spock Expansion          | Rozšíření o tapír-Spock                | Mark Cendrowski | Dave Goetsch a Jennifer Glickman   | 17. listopadu 2008 | 3. listopadu 2010  | 3T7358        |
| 26           | 9         | The White Asparagus Triangulation   | Triangulace bílého chřestu             | Mark Cendrowski | Stephen Engel a Richard Rosenstock | 24. listopadu 2008 | 4. listopadu 2010  | 3T7359        |
| 27           | 10        | The Vartabedian Conundrum           | Záhada s paní Vartabedianovou          | Mark Cendrowski | Bill Prady a Richard Rosenstock    | 8. prosince 2008   | 8. listopadu 2010  | 3T7360        |
| 28           | 11        | The Bath Item Gift Hypothesis       | Hypotéza dárkových předmětů do koupele | Mark Cendrowski | Stephen Engel a Eric Kaplan        | 15. prosince 2008  | 9. listopadu 2010  | 3T7361        |
| 29           | 12        | The Killer Robot Instability        | Labilita robozabijáka                  | Mark Cendrowski | Steven Molaro a Daley Haggar       | 12. ledna 2009     | 10. listopadu 2010 | 3T7362        |
| 30           | 13        | The Friendship Algorithm            | Algoritmus přátelství                  | Mark Cendrowski | Chuck Lorre a Steven Molaro        | 19. ledna 2009     | 11. listopadu 2010 | 3T7363        |
| 31           | 14        | The Financial Permeability          | Finanční alternativy                   | Mark Cendrowski | Richard Rosenstock a Eric Kaplan   | 2. února 2009      | 15. listopadu 2010 | 3T7364        |
| 32           | 15        | The Maternal Capacitance            | Mateřská kapacita                      | Mark Cendrowski | Richard Rosenstock a Steven Molaro | 9. února 2009      | 16. listopadu 2010 | 3T7365        |
| 33           | 16        | The Cushion Saturation              | Polštářové stigma                      | Mark Cendrowski | Bill Prady a Lee Aronsohn          | 2. března 2009     | 17. listopadu 2010 | 3T7366        |
| 34           | 17        | The Terminator Decoupling           | Setkání s Terminátorem                 | Mark Cendrowski | Tim Doyle a Stephen Engel          | 9. března 2009     | 18. listopadu 2010 | 3T7367        |
| 35           | 18        | The Work Song Nanocluster           | Produktivní pracovní píseň             | Peter Chakos    | Dave Goetsch a Richard Rosenstock  | 16. března 2009    | 22. listopadu 2010 | 3T7368        |
| 36           | 19        | The Dead Hooker Juxtaposition       | Polohy mrtvé šlapky                    | Mark Cendrowski | Steven Molaro                      | 30. března 2009    | 23. listopadu 2010 | 3T7369        |
| 37           | 20        | The Hofstadter Isotope              | Hofstadterův izotop                    | Mark Cendrowski | Dave Goetsch                       | 13. dubna 2009     | 24. listopadu 2010 | 3T7370        |
| 38           | 21        | The Vegas Renormalization           | Lasvegaský reset                       | Mark Cendrowski | Steven Molaro                      | 27. dubna 2009     | 25. listopadu 2010 | 3T7371        |
| 39           | 22        | The Classified Materials Turbulence | Turbulence přísně tajných materiálů    | Mark Cendrowski | Bill Prady a Steven Molaro         | 4. května 2009     | 29. listopadu 2010 | 3T7373        |
| 40           | 23        | The Monopolar Expedition            | Expedice na monopól                    | Mark Cendrowski | Eric Kaplan a Richard Rosenstock   | 11. května 2009    | 30. listopadu 2010 | 3T7372        |

### Třetí řada (2009–2010)
| Č. v seriálu | Č. v řadě | Původní název                       | Český název                                 | Režie           | Scénář                                                | Premiéra v USA     | Premiéra v ČR     | Produkční kód |
| ------------ | --------- | ----------------------------------- | ------------------------------------------- | --------------- | ----------------------------------------------------- | ------------------ | ----------------- | ------------- |
| 41           | 1         | The Electric Can Opener Fluctuation | Fluktuace elektrického otvíráku na konzervy | Mark Cendrowski | Steven Molaro                                         | 21. září 2009      | 1. prosince 2010  | 3X5551        |
| 42           | 2         | The Jiminy Conjecture               | Spor o cvrčka                               | Mark Cendrowski | Jim Reynolds                                          | 28. září 2009      | 2. prosince 2010  | 3X5552        |
| 43           | 3         | The Gothowitz Deviation             | Gothowitzova deviace                        | Mark Cendrowski | Bill Prady, Maria Ferrari                             | 5. října 2009      | 6. prosince 2010  | 3X5553        |
| 44           | 4         | The Pirate Solution                 | Řešení po pirátsku                          | Mark Cendrowski | Steve Holland                                         | 12. října 2009     | 7. prosince 2010  | 3X5554        |
| 45           | 5         | The Creepy Candy Coating Corollary  | Korolár hrůzostrašné polevy                 | Mark Cendrowski | Lee Aronsohn, Steven Molaro                           | 19. října 2009     | 8. prosince 2010  | 3X5556        |
| 46           | 6         | The Cornhusker Vortex               | Fotbalový klam                              | Mark Cendrowski | Dave Goetsch, Richard Rosenstock                      | 2. listopadu 2009  | 9. prosince 2010  | 3X5555        |
| 47           | 7         | The Guitarist Amplification         | Zesílené vzpomínky                          | Mark Cendrowski | Bill Prady, Richard Rosenstock, Jim Reynolds          | 9. listopadu 2009  | 13. prosince 2010 | 3X5557        |
| 48           | 8         | The Adhesive Duck Deficiency        | Deficit lepících kachen                     | Mark Cendrowski | Steven Molaro, Eric Kaplan, Maria Ferrari             | 16. listopadu 2009 | 14. prosince 2010 | 3X5558        |
| 49           | 9         | The Vengeance Formulation           | Formulace odplaty                           | Mark Cendrowski | Richard Rosenstock, Jim Reynolds, Steve Holland       | 23. listopadu 2009 | 15. prosince 2010 | 3X5559        |
| 50           | 10        | The Gorilla Experiment              | Experiment Gorila                           | Mark Cendrowski | Bill Prady, Steven Molaro, Maria Ferrari              | 7. prosince 2009   | 16. prosince 2010 | 3X5560        |
| 51           | 11        | The Maternal Congruence             | Mateřská shoda                              | Mark Cendrowski | Chuck Lorre, Bill Prady, Dave Goetsch                 | 14. prosince 2009  | 20. prosince 2010 | 3X5562        |
| 52           | 12        | The Psychic Vortex                  | Okultní klamy                               | Mark Cendrowski | Chuck Lorre, Eric Kaplan, Jim Reynolds                | 11. ledna 2010     | 21. prosince 2010 | 3X5561        |
| 53           | 13        | The Bozeman Reaction                | Bozemská reakce                             | Mark Cendrowski | Chuck Lorre, Steven Molaro, Steve Holland             | 18. ledna 2010     | 22. prosince 2010 | 3X5563        |
| 54           | 14        | The Einstein Approximation          | Einsteinova aproximace                      | Mark Cendrowski | Chuck Lorre, Steven Molaro, Eric Kaplan               | 1. února 2010      | 23. prosince 2010 | 3X5565        |
| 55           | 15        | The Large Hadron Collision          | Centrální urychlovač částic                 | Mark Cendrowski | Lee Aronsohn, Richard Rosenstock, Maria Ferrari       | 8. února 2010      | 27. prosince 2010 | 3X5564        |
| 56           | 16        | The Excelsior Acquisition           | Kauza Excelsior                             | Peter Chakos    | Bill Prady, Steve Holland, Maria Ferrari              | 1. března 2010     | 28. prosince 2010 | 3X5566        |
| 57           | 17        | The Precious Fragmentation          | Porcování miláška                           | Mark Cendrowski | Bill Prady, Steven Molaro, Richard Rosenstock         | 8. března 2010     | 29. prosince 2010 | 3X5567        |
| 58           | 18        | The Pants Alternative               | Alternativní sundavání kalhot               | Mark Cendrowski | Eric Kaplan, Richard Rosenstock, Jim Reynolds         | 22. března 2010    | 30. prosince 2010 | 3X5568        |
| 59           | 19        | The Wheaton Recurrence              | Wheatonova repríza                          | Mark Cendrowski | Bill Prady, Dave Goetsch, Jim Reynolds, Maria Ferrari | 12. dubna 2010     | 3. ledna 2011     | 3X5569        |
| 60           | 20        | The Spaghetti Catalyst              | Špagetový katalyzátor                       | Anthony Rich    | Chuck Lorre, Bill Prady, Lee Aronsohn, Steven Molaro  | 3. května 2010     | 4. ledna 2011     | 3X5570        |
| 61           | 21        | The Plimpton Stimulation            | Plimptonovská stimulace                     | Mark Cendrowski | Steven Molaro, Jim Reynolds, Maria Ferrari            | 10. května 2010    | 5. ledna 2011     | 3X5571        |
| 62           | 22        | The Staircase Implementation        | Upotřebení schodiště                        | Mark Cendrowski | Chuck Lorre, Dave Goetsch, Maria Ferrari              | 17. května 2010    | 6. ledna 2011     | 3X5572        |
| 63           | 23        | The Lunar Excitation                | Lunární excitace                            | Peter Chakos    | Lee Aronsohn, Steven Molaro, Steve Holland            | 24. května 2010    | 10. ledna 2011    | 3X5573        |

### Čtvrtá řada (2010–2011)
| Č. v seriálu | Č. v řadě | Původní název                           | Český název                     | Režie           | Scénář                                      | Premiéra v USA     | Premiéra v ČR      | Produkční kód |
| ------------ | --------- | --------------------------------------- | ------------------------------- | --------------- | ------------------------------------------- | ------------------ | ------------------ | ------------- |
| 64           | 1         | The Robotic Manipulation                | Robotická manipulace            | Mark Cendrowski | Steven Molaro, Eric Kaplan, Steve Holland   | 23. září 2010      | 3. listopadu 2011  | 3X6651        |
| 65           | 2         | The Cruciferous Vegetable Amplification | Obohacení košťálovou zeleninou  | Mark Cendrowski | Chuck Lorre, Steven Molaro, Jim Reynolds    | 30. září 2010      | 7. listopadu 2011  | 3X6652        |
| 66           | 3         | The Zazzy Substitution                  | Substituce domácím mazlíčkem    | Mark Cendrowski | Lee Aronsohn, Steven Molaro, Maria Ferrari  | 7. října 2010      | 8. listopadu 2011  | 3X6653        |
| 67           | 4         | The Hot Troll Deviation                 | Kyber-sexuální deviace          | Mark Cendrowski | Bill Prady, Lee Aronsohn, Maria Ferrari     | 14. října 2010     | 9. listopadu 2011  | 3X6654        |
| 68           | 5         | The Desperation Emanation               | Feromonový zápach zoufalství    | Mark Cendrowski | Chuck Lorre, Steven Molaro, Steve Holland   | 21. října 2010     | 10. listopadu 2011 | 3X6655        |
| 69           | 6         | The Irish Pub Formulation               | Alibi z Irské hospody           | Mark Cendrowski | Bill Prady, Eric Kaplan, Maria Ferrari      | 28. října 2010     | 14. listopadu 2011 | 3X6656        |
| 70           | 7         | The Apology Insufficiency               | Nedostatečnost omluvy           | Mark Cendrowski | Bill Prady, Steven Molaro, Steve Holland    | 4. listopadu 2010  | 15. listopadu 2011 | 3X6657        |
| 71           | 8         | The 21-Second Excitation                | Jednadvacetisekundové vzrušení  | Mark Cendrowski | Lee Aronsohn, Steven Molaro, Steve Holland  | 11. listopadu 2010 | 16. listopadu 2011 | 3X6658        |
| 72           | 9         | The Boyfriend Complexity                | Komplikovanost vztahů           | Mark Cendrowski | Bill Prady, Steven Molaro, Dave Goetsch     | 18. listopadu 2010 | 17. listopadu 2011 | 3X6659        |
| 73           | 10        | The Alien Parasite Hypothesis           | Hypotéza o cizím parazitovi     | Mark Cendrowski | Lee Aronsohn, Jim Reynolds, Maria Ferrari   | 9. prosince 2010   | 21. listopadu 2011 | 3X6660        |
| 74           | 11        | The Justice League Recombination        | Rekombinace Ligy spravedlnosti  | Mark Cendrowski | Bill Prady, Steven Molaro, Steve Holland    | 16. prosince 2010  | 22. listopadu 2011 | 3X6661        |
| 75           | 12        | The Bus Pants Utilization               | Využití kalhot do autobusu      | Mark Cendrowski | Bill Prady, Steven Molaro, Eric Kaplan      | 6. ledna 2011      | 23. listopadu 2011 | 3X6662        |
| 76           | 13        | The Love Car Displacement               | Obstrukce v autě lásky          | Anthony Rich    | Lee Aronsohn, Steven Molaro, Steve Holland  | 20. ledna 2011     | 24. listopadu 2011 | 3X6663        |
| 77           | 14        | The Thespian Catalyst                   | Genialita uspávače hadů         | Mark Cendrowski | Bill Prady, Steven Molaro, Maria Ferrari    | 3. února 2011      | 28. listopadu 2011 | 3X6664        |
| 78           | 15        | The Benefactor Factor                   | Úterý smažených nočků           | Mark Cendrowski | Chuck Lorre, Eric Kaplan, Steve Holland     | 10. února 2011     | 29. listopadu 2011 | 3X6665        |
| 79           | 16        | The Cohabitation Formulation            | Jak je důležité míti Sheldona   | Mark Cendrowski | Bill Prady, Steven Molaro, Jim Reynolds     | 17. února 2011     | 30. listopadu 2011 | 3X6666        |
| 80           | 17        | The Toast Derivation                    | Archimedův princip              | Mark Cendrowski | Chuck Lorre, Steven Molaro, Jim Reynolds    | 24. února 2011     | 1. prosince 2011   | 3X6667        |
| 81           | 18        | The Prestidigitation Approximation      | Axiom karetního triku           | Mark Cendrowski | Chuck Lorre, Steven Molaro, Eric Kaplan     | 10. března 2011    | 5. prosince 2011   | 3X6668        |
| 82           | 19        | The Zarnecki Incursion                  | Útok hackera Zarneckiho         | Peter Chakos    | Bill Prady, Dave Goetsch, Jim Reynolds      | 31. března 2011    | 6. prosince 2011   | 3X6669        |
| 83           | 20        | The Herb Garden Germination             | Kontrolní drb o okrasné zahradě | Mark Cendrowski | Bill Prady, Steven Molaro, Steve Holland    | 7. dubna 2011      | 7. prosince 2011   | 3X6670        |
| 84           | 21        | The Agreement Dissection                | Anulování Dohody spolubydlících | Mark Cendrowski | Chuck Lorre, Steven Molaro, Eric Kaplan     | 28. dubna 2011     | 8. prosince 2011   | 3X6671        |
| 85           | 22        | The Wildebeest Implementation           | Operace pakůň                   | Mark Cendrowski | Bill Prady, Eddie Gorodetsky, Maria Ferrari | 5. května 2011     | 12. prosince 2011  | 3X6672        |
| 86           | 23        | The Engagement Reaction                 | Zásnubní reakce                 | Howard Murray   | Chuck Lorre, Steven Molaro, Steve Holland   | 12. května 2011    | 13. prosince 2011  | 3X6673        |
| 87           | 24        | The Roommate Transmogrification         | Výměna spolubydlících           | Mark Cendrowski | Bill Prady, Eric Kaplan, Jim Reynolds       | 19. května 2011    | 14. prosince 2011  | 3X6674        |

### Pátá řada (2011–2012)
| Č. v seriálu | Č. v řadě | Původní název                    | Český název                       | Režie           | Scénář                                                 | Premiéra v USA     | Premiéra v ČR     | Produkční kód |
| ------------ | --------- | -------------------------------- | --------------------------------- | --------------- | ------------------------------------------------------ | ------------------ | ----------------- | ------------- |
| 88           | 1         | The Skank Reflex Analysis        | Analýza děvkovského reflexu       | Mark Cendrowski | Chuck Lorre, Bill Prady, Steven Molaro                 | 22. září 2011      | 18. června 2012   | 3X6851        |
| 89           | 2         | The Infestation Hypothesis       | Hypotéza o zamoření škůdci        | Mark Cendrowski | Chuck Lorre, Jim Reynolds, Steve Holland               | 22. září 2011      | 19. června 2012   | 3X6852        |
| 90           | 3         | The Pulled Groin Extrapolation   | Misinterpretace namožených slabin | Mark Cendrowski | Bill Prady, Steven Molaro, Dave Goetsch                | 29. září 2011      | 20. června 2012   | 3X6853        |
| 91           | 4         | The Wiggly Finger Catalyst       | Relativita triviálních rozhodnutí | Mark Cendrowski | Bill Prady, Steven Molaro, Steve Holland               | 6. října 2011      | 21. června 2012   | 3X6854        |
| 92           | 5         | The Russian Rocket Reaction      | Variace na Schrödingerovu kočku   | Mark Cendrowski | Chuck Lorre, Eric Kaplan, Maria Ferrari                | 13. října 2011     | 25. června 2012   | 3X6855        |
| 93           | 6         | The Rhinitis Revelation          | Symptomy běžného nachlazení       | Howard Murray   | Bill Prady, Steven Molaro, Jim Reynolds                | 20. října 2011     | 26. června 2012   | 3X6856        |
| 94           | 7         | The Good Guy Fluctuation         | Fluktuace dobráctví               | Mark Cendrowski | Bill Prady, Steven Molaro, Steve Holland               | 27. října 2011     | 27. června 2012   | 3X6857        |
| 95           | 8         | The Isolation Permutation        | Selekce hlavní družičky           | Mark Cendrowski | Bill Prady, Steven Molaro, Steve Holland               | 3. listopadu 2011  | 28. června 2012   | 3X6858        |
| 96           | 9         | The Ornithophobia Diffusion      | Rozptýlení ornitofobie            | Mark Cendrowski | Bill Prady, Steven Molaro, Eric Kaplan                 | 10. listopadu 2011 | 2. července 2012  | 3X6859        |
| 97           | 10        | The Flaming Spittoon Acquisition | Rozšíření Válečníků z Ka’a        | Mark Cendrowski | Bill Prady, Jim Reynolds, Steve Holland                | 17. listopadu 2011 | 3. července 2012  | 3X6860        |
| 98           | 11        | The Speckerman Recurrence        | Speckermanova repríza             | Anthony Rich    | Steven Molaro, Eric Kaplan, Anthony Del Broccolo       | 8. prosince 2011   | 4. července 2012  | 3X6861        |
| 99           | 12        | The Shiny Trinket Maneuver       | Finta se třpytivou cetkou         | Mark Cendrowski | Bill Prady, Steven Molaro, Jim Reynolds                | 12. ledna 2012     | 5. července 2012  | 3X6862        |
| 100          | 13        | The Recombination Hypothesis     | Hypotéza rekombinace              | Mark Cendrowski | Bill Prady, Steven Molaro                              | 19. ledna 2012     | 9. července 2012  | 3X6863        |
| 101          | 14        | The Beta Test Initiation         | Zasvěcení do beta testování       | Mark Cendrowski | Bill Prady, Dave Goetsch, Maria Ferrari                | 26. ledna 2012     | 10. července 2012 | 3X6864        |
| 102          | 15        | The Friendship Contraction       | Následky hypotetické katastrofy   | Mark Cendrowski | Bill Prady, Steven Molaro, Steve Holland               | 2. února 2012      | 11. července 2012 | 3X6865        |
| 103          | 16        | The Vacation Solution            | Tip na dovolenou                  | Mark Cendrowski | Bill Prady, Steven Molaro, Maria Ferrari               | 9. února 2012      | 12. července 2012 | 3X6866        |
| 104          | 17        | The Rothman Disintegration       | Rothmanova degenerace             | Mark Cendrowski | Steven Molaro, Eric Kaplan, Jim Reynolds               | 16. února 2012     | 16. července 2012 | 3X6867        |
| 105          | 18        | The Werewolf Transformation      | Sheldonova teorie chaosu          | Mark Cendrowski | Bill Prady, Steven Molaro, Jim Reynolds, Maria Ferrari | 23. února 2012     | 17. července 2012 | 3X6868        |
| 106          | 19        | The Weekend Vortex               | Víkendová vřava                   | Mark Cendrowski | Steven Molaro, Eric Kaplan, Steve Holland              | 8. března 2012     | 18. července 2012 | 3X6869        |
| 107          | 20        | The Transporter Malfunction      | Porucha transportéru              | Mark Cendrowski | Steven Molaro, Jim Reynolds, Steve Holland             | 29. března 2012    | 19. července 2012 | 3X6870        |
| 108          | 21        | The Hawking Excitation           | Hawkingova excitace               | Mark Cendrowski | Chuck Lorre, Eric Kaplan, Maria Ferrari                | 5. dubna 2012      | 23. července 2012 | 3X6871        |
| 109          | 22        | The Stag Convergence             | Rozlučkové fiasko                 | Peter Chakos    | Chuck Lorre, Steven Molaro, Jim Reynolds               | 26. dubna 2012     | 24. července 2012 | 3X6872        |
| 110          | 23        | The Launch Acceleration          | Akcelerace startu                 | Mark Cendrowski | Bill Prady, Steve Holland, Maria Ferrari               | 3. května 2012     | 25. července 2012 | 3X6873        |
| 111          | 24        | The Countdown Reflection         | Reflexe odpočtu                   | Mark Cendrowski | Chuck Lorre, Steven Molaro, Jim Reynolds               | 10. května 2012    | 26. července 2012 | 3X6874        |

### Šestá řada (2012–2013)
| Č. v seriálu | Č. v řadě | Původní název                  | Český název                        | Režie           | Premiéra v USA     | Premiéra v ČR    | Produkční kód |
| ------------ | --------- | ------------------------------ | ---------------------------------- | --------------- | ------------------ | ---------------- | ------------- |
| 112          | 1         | The Date Night Variable        | Variabilita večera ve dvou         | Mark Cendrowski | 27. září 2012      | 23. května 2013  | 601           |
| 113          | 2         | The Decoupling Fluctuation     | Potenciální možnost rozchodu       | Mark Cendrowski | 4. října 2012      | 27. května 2013  | 602           |
| 114          | 3         | The Higgs Boson Observation    | Poznatek o Higgsově bosonu         | Mark Cendrowski | 11. října 2012     | 28. května 2013  | 603           |
| 115          | 4         | The Re-Entry Minimization      | Minimalizace dopadu návratu        | Mark Cendrowski | 18. října 2012     | 29. května 2013  | 604           |
| 116          | 5         | The Holographic Excitation     | Holografická stimulace             | Mark Cendrowski | 25. října 2012     | 30. května 2013  | 605           |
| 117          | 6         | The Extract Obliteration       | Výmaz pasáže                       | Mark Cendrowski | 1. listopadu 2012  | 3. června 2013   | 606           |
| 118          | 7         | The Habitation Configuration   | Párové dilema                      | Mark Cendrowski | 8. listopadu 2012  | 4. června 2013   | 607           |
| 119          | 8         | The 43 Peculiarity             | Záhada čísla 43                    | Mark Cendrowski | 15. listopadu 2012 | 5. června 2013   | 608           |
| 120          | 9         | The Parking Spot Escalation    | Konflikt s parkovacím místem       | Peter Chakos    | 29. listopadu 2012 | 6. června 2013   | 609           |
| 121          | 10        | The Fish Guts Displacement     | Technika vykuchání ryby            | Mark Cendrowski | 6. prosince 2012   | 10. června 2013  | 610           |
| 122          | 11        | The Santa Simulation           | Vánoční deziluze                   | Mark Cendrowski | 13. prosince 2012  | 11. června       | 611           |
| 123          | 12        | The Egg Salad Equivalency      | Metafora o vaječném sendviči       | Mark Cendrowski | 3. ledna 2013      | 12. června 2013  | 612           |
| 124          | 13        | The Bakersfield Expedition     | Expedice do Bakersfieldu           | Mark Cendrowski | 10. ledna 2013     | 13. června       | 613           |
| 125          | 14        | The Cooper/Kripke Inversion    | Kripke-Cooperova inverze           | Mark Cendrowski | 31. ledna 2013     | 17. června       | 614           |
| 126          | 15        | The Spoiler Alert Segmentation | Kritické dopady vyzrazení zápletky | Mark Cendrowski | 7. února 2013      | 18. června       | 615           |
| 127          | 16        | The Tangible Affection Proof   | Nesporný důkaz náklonnosti         | Mark Cendrowski | 14. února 2013     | 19. června       | 616           |
| 128          | 17        | The Monster Isolation          | Vytěsnění monstra                  | Mark Cendrowski | 21. února 2013     | 20. června       | 617           |
| 129          | 18        | The Contractual Obligation     | Implementace smluvního závazku     | Mark Cendrowski | 7. března 2013     | 24. června 2013  | 618           |
| 130          | 19        | The Closet Reconfiguration     | Přeorganizování kumbálu            | Anthony Rich    | 14. března 2013    | 25. června 2013  | 619           |
| 131          | 20        | The Tenure Turbulence          | Rozepře o definitivu               | Mark Cendrowski | 4. dubna 2013      | 26. června 2013  | 620           |
| 132          | 21        | The Closure Alternative        | Alternativa zakončení              | Mark Cendrowski | 25. dubna 2013     | 27. června 2013  | 621           |
| 133          | 22        | The Proton Resurgence          | Experimenty s Protonem             | Mark Cendrowski | 2. května 2013     | 1. července 2013 | 622           |
| 134          | 23        | The Love Spell Potential       | Potenciál kouzla lásky             | Anthony Rich    | 9. května 2013     | 2. července 2013 | 623           |
| 135          | 24        | The Bon Voyage Reaction        | Reakce na bon voyage               | Mark Cendrowski | 16. května 2013    | 3. července 2013 | 624           |

### Sedmá řada (2013–2014)
| Č. v seriálu | Č. v řadě | Původní název                      | Český název                       | Režie           | Premiéra v USA     | Premiéra v ČR     | Produkční kód |
| ------------ | --------- | ---------------------------------- | --------------------------------- | --------------- | ------------------ | ----------------- | ------------- |
| 136          | 1         | The Hofstadter Insufficiency       | Důsledek absence Hofstadtera      | Mark Cendrowski | 26. září 2013      | 19. června 2014   | 701           |
| 137          | 2         | The Deception Verification         | Verifikace podvodu                | Mark Cendrowski | 26. září 2013      | 23. června 2014   | 702           |
| 138          | 3         | The Scavenger Vortex               | Egoismus lovce pokladů            | Mark Cendrowski | 3. října 2013      | 24. června 2014   | 703           |
| 139          | 4         | The Raiders Minimization           | Minimalizace Dobyvatelů           | Mark Cendrowski | 10. října 2013     | 25. června 2014   | 704           |
| 140          | 5         | The Workplace Proximity            | Proximita pracoviště              | Mark Cendrowski | 17. října 2013     | 26. června 2014   | 705           |
| 141          | 6         | The Romance Resonance              | Ozvěny romance                    | Mark Cendrowski | 24. října 2013     | 30. června 2014   | 706           |
| 142          | 7         | The Proton Displacement            | Výměna protonů                    | Mark Cendrowski | 7. listopadu 2013  | 1. července 2014  | 707           |
| 143          | 8         | The Itchy Brain Simulation         | Simulace svědění mozku            | Mark Cendrowski | 14. listopadu 2013 | 2. července 2014  | 708           |
| 144          | 9         | The Thanksgiving Decoupling        | Anulace na Den díkůvzdání         | Mark Cendrowski | 21. listopadu 2013 | 3. července 2014  | 709           |
| 145          | 10        | The Discovery Dissipation          | Vyvrácení existence objevu        | Mark Cendrowski | 5. prosince 2013   | 7. července 2014  | 710           |
| 146          | 11        | The Cooper Extraction              | Cooperova extrakce                | Mark Cendrowski | 12. prosince 2013  | 8. července 2014  | 711           |
| 147          | 12        | The Hesitation Ramification        | Následek zaváhání                 | Mark Cendrowski | 2. ledna 2014      | 9. července 2014  | 712           |
| 148          | 13        | The Occupation Recalibration       | Rekalibrace zaměstnání            | Mark Cendrowski | 9. ledna 2014      | 10. července 2014 | 713           |
| 149          | 14        | The Convention Conundrum           | Nejasnost s konferencí            | Mark Cendrowski | 30. ledna 2014     | 14. července 2014 | 714           |
| 150          | 15        | The Locomotive Manipulation        | Manipulace lokomotivou            | Mark Cendrowski | 6. února 2014      | 15. července 2014 | 715           |
| 151          | 16        | The Table Polarization             | Manipulace jídelním stolem        | Gay Linvill     | 27. února 2014     | 16. července 2014 | 716           |
| 152          | 17        | The Friendship Turbulence          | Turbulence přátelství             | Mark Cendrowski | 6. března 2014     | 17. července 2014 | 717           |
| 153          | 18        | The Mommy Observation              | Choulostivý moment překvapení     | Mark Cendrowski | 13. března 2014    | 21. července 2014 | 718           |
| 154          | 19        | The Indecision Amalgamation        | Rozhodovací martyrium             | Anthony Rich    | 3. dubna 2014      | 22. července 2014 | 719           |
| 155          | 20        | The Relationship Diremption        | Tristní rozpad vztahu             | Mark Cendrowski | 10. dubna 2014     | 23. července 2014 | 720           |
| 156          | 21        | The Anything Can Happen Recurrence | Tradice nepředvídatelných čtvrtků | Mark Cendrowski | 24. dubna 2014     | 24. července 2014 | 721           |
| 157          | 22        | The Proton Transmogrification      | Rozjímání s Protonem              | Mark Cendrowski | 1. května 2014     | 28. července 2014 | 722           |
| 158          | 23        | The Gorilla Dissolution            | Gorilí exces                      | Peter Chakos    | 8. května 2014     | 29. července 2014 | 723           |
| 159          | 24        | The Status Quo Combustion          | Porušení statu quo                | Mark Cendrowski | 15. května 2014    | 30. července 2014 | 724           |

### Osmá řada (2014–2015)
| Č. v seriálu | Č. v řadě | Původní název                     | Český název                         | Režie           | Scénář | Premiéra v USA     | Premiéra v ČR     | Produkční kód | Sledovanost v USA (v mil.) |
| ------------ | --------- | --------------------------------- | ----------------------------------- | --------------- | --- | ------------------ | ----------------- | ------------- | -------------------------- |
| 160          | 1         | The Locomotion Interruption       | Loupež ve spacím kupé               | Mark Cendrowski | námět: Jim Reynolds, Maria Ferrari a Tara Hernandez scénář: Steven Molaro, Steve Holland a Eric Kaplan       | 22. září 2014      | 29. června 2015   | 4X6751        | 18,08                      |
| 161          | 2         | The Junior Professor Solution     | Naschvály odborného asistenta       | Mark Cendrowski | námět: Steven Molaro, Eric Kaplan a Steve Holland scénář: Jim Reynolds, Maria Ferrari a Tara Hernandez       | 22. září 2014      | 30. června 2015   | 4X6752        | 18,30                      |
| 162          | 3         | The First Pitch Insufficiency     | Nedostatečnost baseballové průpravy | Mark Cendrowski | námět: Chuck Lorre, Jim Reynolds a Anthony Del Broccolo scénář: Steven Molaro, Steve Holland a Maria Ferrari | 29. září 2014      | 1. července 2015  | 4X6753        | 16,44                      |
| 163          | 4         | The Hook-up Reverberation         | Fabulace o postelovém úletu         | Mark Cendrowski | námět: Steve Holland, Maria Ferrari a Tara Hernandez scénář: Steven Molaro, Eric Kaplan a Jim Reynolds       | 6. října 2014      | 2. července 2015  | 4X6754        | 15,94                      |
| 164          | 5         | The Focus Attenuation             | Mučivé metody soustředění           | Mark Cendrowski | námět: Jim Reynolds, Maria Ferrari a Adam Faberman scénář: Steven Molaro, Eric Kaplan a Steve Holland        | 13. října 2014     | 6. července 2015  | 4X6755        | 15,63                      |
| 165          | 6         | The Expedition Approximation      | Simulace důlní expedice             | Mark Cendrowski | námět: Steven Molaro, Dave Goetsch a Tara Hernandez scénář: Jim Reynolds, Steve Holland a Maria Ferrari      | 20. října 2014     | 7. července 2015  | 4X6756        | 16,02                      |
| 166          | 7         | The Misinterpretation Agitation   | Mylný výklad obchodní taktiky       | Mark Cendrowski | námět: Chuck Lorre, Eric Kaplan a Jim Reynolds scénář: Steven Molaro, Steve Holland a Maria Ferrari          | 30. října 2014     | 8. července 2015  | 4X6758        | 16,25                      |
| 167          | 8         | The Prom Equivalency              | Kompenzace maturitního plesu        | Mark Cendrowski | námět: Jim Reynolds, Steve Holland, Jeremy Howe scénář: Steve Molaro, Eric Kaplan, Maria Ferrari             | 6. listopadu 2014  | 9. července 2015  | 4X6757        | 16,56                      |
| 168          | 9         | The Septum Deviation              | Korekce nosní přepážky              | Anthony Rich    | námět: Steven Molaro, Bill Prady a Maria Ferrari scénář: Eric Kaplan, Steve Holland a Tara Hernandez         | 13. listopadu 2014 | 13. července 2015 | 4X6759        | 16,90                      |
| 169          | 10        | The Champagne Reflection          | Reflexe na základě šampaňského      | Mark Cendrowski | námět: Steven Molaro, Tara Hernandez a David Saltzberg scénář: Jim Reynolds, Steve Holland a Dave Goetsch    | 20. listopadu 2014 | 14. července 2015 | 4X6760        | 14,61                      |
| 170          | 11        | The Clean Room Infiltration       | Infiltrace sterilní místnosti       | Mark Cendrowski | námět: Maria Ferrari, Tara Hernandez a Jeremy Howe scénář: Eric Kaplan, Jim Reynolds a Steve Holland         | 11. prosince 2014  | 15. července 2015 | 4X6761        | 15,49                      |
| 171          | 12        | The Space Probe Disintegration    | Dezintegrace vesmírné sondy         | Mark Cendrowski | námět: Bill Prady, Eric Kaplan a Jim Reynolds scénář: Steven Molaro, Steve Holland a Maria Ferrari           | 8. ledna 2015      | 16. července 2015 | 4X6762        | 18,11                      |
| 172          | 13        | The Anxiety Optimization          | Optimalizace úzkosti                | Mark Cendrowski | námět: Eric Kaplan, Maria Ferrari a Adam Faberman scénář: Jim Reynolds, Steve Holland a Tara Hernandez       | 29. ledna 2015     | 20. července 2015 | 4X6763        | 17,25                      |
| 173          | 14        | The Troll Manifestation           | Kritika internetového anonyma       | Mark Cendrowski | námět: Steven Molaro, Eric Kaplan a Tara Hernandez scénář: Jim Reynolds, Steve Holland a Maria Ferrari       | 5. února 2015      | 21. července 2015 | 4X6765        | 17,09                      |
| 174          | 15        | The Comic Book Store Regeneration | Renovace obchodu s komiksy          | Mark Cendrowski | námět: Jim Reynolds, Maria Ferrari a Jeremy Howe scénář: Steven Molaro, Eric Kaplan a Steve Holland          | 19. února 2015     | 22. července 2015 | 4X6764        | 17,49                      |
| 175          | 16        | The Intimacy Acceleration         | Akcelerace náklonnosti              | Mark Cendrowski | námět: Dave Goetsch, Eric Kaplan a Tara Hernandez scénář: Steve Molaro, Jim Reynolds a Steve Holland         | 26. února 2015     | 23. července 2015 | 4X6766        | 16,67                      |
| 176          | 17        | The Colonization Application      | Přihláška na kolonizaci             | Mark Cendrowski | námět: Dave Goetsch, Jim Reynolds a Tara Hernandez scénář: Steve Molaro, Eric Kaplan a Maria Ferrari         | 5. března 2015     | 27. července 2015 | 4X6767        | 18,17                      |
| 177          | 18        | The Leftover Thermalization       | Křivda kvůli autorství              | Mark Cendrowski | námět: Steven Molaro, Maria Ferrari a Jeremy Howe scénář: Eric Kaplan, Jim Reynolds a Steve Holland          | 12. března 2015    | 28. července 2015 | 4X6768        | 16,13                      |
| 178          | 19        | The Skywalker Incursion           | Vpád na Skywalkerův ranč            | Mark Cendrowski | námět: Jim Reynolds, Tara Hernandez a Jeremy Howe scénář: Steve Molaro, Steve Holland a Maria Ferrari        | 2. dubna 2015      | 29. července 2015 | 4X6769        | 17,01                      |
| 179          | 20        | The Fortification Implementation  | Realizace bunkru                    | Mark Cendrowski | námět: Jim Reynolds, Maria Ferrari a Tara Hernandez scénář: Steven Molaro, Steve Holland a Eric Kaplan       | 9. dubna 2015      | 30. července 2015 | 4X6770        | 17,26                      |
| 180          | 21        | The Communication Deterioration   | Rozkol v komunikaci                 | Mark Cendrowski | námět: Jim Reynolds, Maria Ferrari a Tara Hernandez scénář: Steven Molaro, Steve Holland a Eric Kaplan       | 16. dubna 2015     | 3. srpna 2015     | 4X6771        | 18,11                      |
| 181          | 22        | The Graduation Transmission       | Improvizace se slavnostním projevem | Mark Cendrowski | námět: Jim Reynolds, Maria Ferrari a Tara Hernandez scénář: Steven Molaro, Steve Holland a Eric Kaplan       | 23. dubna 2015     | 4. srpna 2015     | 4X6772        | 17,33                      |
| 182          | 23        | The Maternal Combustion           | Koncepce mateřské přízně            | Mark Cendrowski | námět: Jim Reynolds, Maria Ferrari a Tara Hernandez scénář: Steven Molaro, Steve Holland a Eric Kaplan       | 30. dubna 2015     | 5. srpna 2015     | 4X6773        | 16,55                      |
| 183          | 24        | The Commitment Determination      | Razantní přerod vztahu              | Mark Cendrowski | Steve Molaro                                                                                                 | 7. května 2015     | 6. srpna 2015     | 4X6774        | 18,16                      |

### Devátá řada (2015–2016)
| Č. v seriálu | Č. v řadě | Původní název                   | Český název                        | Režie           | Scénář | Premiéra v USA     | Premiéra v ČR     | Produkční kód | Sledovanost v USA (v mil.) |
| ------------ | --------- | ------------------------------- | ---------------------------------- | --------------- | --- | ------------------ | ----------------- | ------------- | -------------------------- |
| 184          | 1         | The Matrimonial Momentum        | Raketový nástup pomanželské krize  | Mark Cendrowski | námět: Chuck Lorre, Jim Reynolds a Maria Ferrari scénář: Steven Molaro, Steve Holland a Eric Kaplan                   | 21. září 2015      | 23. června 2016   | 4X7201        | 18,20                      |
| 185          | 2         | The Separation Oscillation      | Oscilace kolem rozchodů            | Mark Cendrowski | námět: Steven Molaroa, Steve Holland a Tara Hernandez scénář: Chuck Lorre, Jim Reynolds a Maria Ferrari               | 28. září 2015      | 27. června 2016   | 4X7202        | 15,23                      |
| 186          | 3         | The Bachelor Party Corrosion    | Selhání vědeckých principů         | Mark Cendrowski | námět: Dave Goetsch & Jim Reynolds & Jeremy Howe scénář: Steven Molaro, Steve Holland a Eric Kaplan                   | 5. října 2015      | 28. června 2016   | 4X7203        | 15,40                      |
| 187          | 4         | The 2003 Approximation          | Aproximace roku 2003               | Mark Cendrowski | námět: Chuck Lorre, Steve Holland a Eric Kaplan scénář: Steven Molaro, Maria Ferrari a Tara Hernandez                 | 12. října 2015     | 29. června 2016   | 4X7204        | 14,96                      |
| 188          | 5         | The Perspiration Implementation | Zvyšování tělesné kondice          | Mark Cendrowski | námět: Chuck Lorre, Eric Kaplan a Maria Ferrari scénář: Steve Holland, Jim Reynolds a Saladin Patterson               | 19. října 2015     | 30. června 2016   | 4X7205        | 14,68                      |
| 189          | 6         | The Helium Insufficiency        | Machinace s heliem                 | Mark Cendrowski | námět: Steve Holland, Maria Ferrari a Anthony Del Broccolo scénář: Steven Molaro, Eric Kaplan a Jim Reynolds          | 26. října 2015     | 4. července 2016  | 4X7206        | 16,32                      |
| 190          | 7         | The Spock Resonance             | Dozvuky Spocka                     | Nikki Lorre     | námět: Chuck Lorre, Jim Reynolds a Tara Hernandez scénář: Steven Molaro, Steve Holland a Jeremy Howe                  | 5. listopadu 2015  | 5. července 2016  | 4X7207        | 14,81                      |
| 191          | 8         | The Mystery Date Observation    | Šmírování tajemného rande          | Mark Cendrowski | námět: Steven Molaro, Eric Kaplan a Jim Reynolds scénář: Chuck Lorre, Steve Holland a Tara Hernandez                  | 12. listopadu 2015 | 6. července 2016  | 4X7208        | 14,92                      |
| 192          | 9         | The Platonic Permutation        | Vystřídání partnerských rolí       | Mark Cendrowski | námět: Jim Reynolds, Jeremy Howe a Tara Hernandez scénář: Steve Holland, Maria Ferrari a Adam Faberman                | 19. listopadu 2015 | 7. července 2016  | 4X7209        | 15,19                      |
| 193          | 10        | The Earworm Reverberation       | Kompenzace zhrzenosti              | Mark Cendrowski | námět: Eric Kaplan, Jim Reynolds a Saladin Patterson scénář: Steven Molaro, Steve Holland a Jeremy Howe               | 11. prosince 2015  | 11. července 2016 | 4X7210        | 15,27                      |
| 194          | 11        | The Opening Night Excitation    | Očekávání premiérové noci          | Mark Cendrowski | námět: Steven Molaro, Eric Kaplan a Tara Hernandez scénář: Steve Holland, Jim Reynolds a Maria Ferrari                | 17. prosince 2015  | 12. července 2016 | 4X7211        | 17,23                      |
| 195          | 12        | The Sales Call Sublimation      | Transformace obchodní schůzky      | Mark Cendrowski | námět: Steve Holland, Jim Reynolds a Saladin K. Patterson scénář: Steven Molaro, Maria Ferrari a Anthony Del Broccolo | 7. ledna 2016      | 13. července 2016 | 4X7212        | 15,85                      |
| 196          | 13        | The Empathy Optimization        | Svérázné projevy empatie           | Mark Cendrowski | námět: Chuck Lorre, Eric Kaplan a Dave Geotsch scénář: Steven Molaro, Steve Holland a Saladin K. Patterson            | 14. ledna 2016     | 14. července 2016 | 4X7213        | 15,75                      |
| 197          | 14        | The Meemaw Materialization      | Přitransportování babči            | Mark Cendrowski | námět: Chuck Lorre, Jim Reynolds a Maria Ferrari scénář: Steven Molaro, Steve Holland a Tara Hernandez                | 4. února 2016      | 18. července 2016 | 4X7214        | 15,29                      |
| 198          | 15        | The Valentino Submergence       | Valentýnské extempore              | Mark Cendrowski | námět: Steve Molaro, Jim Reynolds a Tara Hernandez scénář: Steve Holland, Eric Kaplan a Jeremy Howe                   | 11. února 2016     | 19. července 2016 | 4X7215        | 16,25                      |
| 199          | 16        | The Positive Negative Reaction  | Negativní reakce na pozitivní test | Mark Cendrowski | námět: Eric Kaplan, Jim Reynolds a Saladin Patterson scénář: Steven Molaro, Steve Holland a Maria Ferrari             | 18. února 2016     | 20. července 2016 | 4X7216        | 15,24                      |
| 200          | 17        | The Celebration Experimentation | Experimentování s oslavou          | Mark Cendrowski | námět: Chuck Lorre, Eric Kaplan a Jeremy Howe scénář: Steven Molaro, Steve Holland a Tara Hernandez                   | 25. února 2016     | 21. července 2016 | 4X7217        | 15,94                      |
| 201          | 18        | The Application Deterioration   | Rozčarování z patentové smlouvy    | Mark Cendrowski | námět: Steven Molaro, Eric Kaplan a Adam Faberman scénář: Steve Holland, Jim Reynolds a Maria Ferrari                 | 10. března 2016    | 25. července 2016 | 4X7218        | 14,68                      |
| 202          | 19        | The Solder Excursion Diversion  | Zmaření plánované pomsty           | Mark Cendrowski | námět: Bill Prady, Eric Kaplan a Maria Ferrari scénář: Steven Molaro, Steve Holland a Saladin K. Patterson            | 31. března 2016    | 26. července 2016 | 4X7219        | 14,24                      |
| 203          | 20        | The Big Bear Precipitation      | Paralely slzavých údolí            | Mark Cendrowski | námět: Chuck Lorre, Dave Goetsch a Tara Hernandez scénář: Steven Molaro, Steve Holland a Jim Reynolds                 | 7. dubna 2016      | 27. července 2016 | 4X7220        | 13,50                      |
| 204          | 21        | The Viewing Party Combustion    | Úskalí sendviče na party           | Mark Cendrowski | námět: Eric Kaplan, Maria Ferrari a Jeremy Howe scénář: Steven Molaro, Steve Holland a Tara Hernandez                 | 21. dubna 2016     | 28. července 2016 | 4X7221        | 14,16                      |
| 205          | 22        | The Fermentation Bifurcation    | Nástrahy degustace                 | Nikki Lorre     | námět: Steven Molaro, Jim Reynolds a Anthony Del Broccolo scénář: Chuck Lorre, Steve Holland a Tara Hernandez         | 28. dubna 2016     | 1. srpna 2016     | 4X7222        | 14,13                      |
| 206          | 23        | The Line Substitution Solution  | Protest proti předbíhání ve frontě | Anthony Rich    | námět: Steve Holland, Saladin K. Patterson a Tara Hernandez scénář: Steven Molaro, Eric Kaplan a Maria Ferrari        | 5. května 2016     | 2. srpna 2016     | 4X7223        | 13,22                      |
| 207          | 24        | The Convergence Convergence     | Scestný záchvat paranoie           | Mark Cendrowski | námět: Steven Molaro, Tara Hernandez a Adam Faberman scénář: Chuck Lorre, Steve Holland a Jeremy Howe                 | 12. května 2016    | 3. srpna 2016     | 4X7224        | 14,73                      |

### Desátá řada (2016–2017)
| Č. v seriálu | Č. v řadě | Původní název                    | Český název                        | Režie           | Scénář | Premiéra v USA     | Premiéra v ČR | Produkční kód | Sledovanost v USA (v mil.) |
| ------------ | --------- | -------------------------------- | ---------------------------------- | --------------- | --- | ------------------ | ------------- | ------------- | -------------------------- |
| 208          | 1         | The Conjugal Conjecture          | Sonda do rodinných vazeb           | Mark Cendrowski | námět: Chuck Lorre, Steve Holland a Tara Hernandez scénář: Steve Molaro, Eric Kaplan a Jim Reynolds                   | 19. září 2016      | 4. září 2017  | T12.15303     | 15,82                      |
| 209          | 2         | The Military Miniaturization     | Miniaturizace po vojensku          | Mark Cendrowski | námět: Chuck Lorre, Eric Kaplan a Jim Reynolds scénář: Steven Molaro, Steve Holland a Maria Ferrari                   | 26. září 2016      | 4. září 2017  | T12.15301     | 14,24                      |
| 210          | 3         | The Dependence Transcendence     | Pseudoproblém se závislostí        | Mark Cendrowski | námět: Steven Molaro, Saladin K. Patterson a Tara Hernandez scénář: Steve Holland, Maria Ferrari a Jeremy Howe        | 3. října 2016      | 5. září 2017  | T12.15302     | 14,32                      |
| 211          | 4         | The Cohabitation Experimentation | Experimentování se soužitím        | Mark Cendrowski | námět: Chuck Lorre a Dave Goetsch a Maria Ferrari scénář: Steven Molaro, Steven Holland a Tara Hernandez              | 10. října 2016     | 5. září 2017  | T12.15304     | 14,41                      |
| 212          | 5         | The Hot Tub Contamination        | Kontaminace vířivky                | Mark Cendrowski | námět: Chuck Lorre, Maria Ferrari a Tara Hernandez scénář: Steve Holland, Eric Kaplan a Jim Reynolds                  | 17. října 2016     | 6. září 2017  | T12.15305     | 14,20                      |
| 213          | 6         | The Fetal Kick Catalyst          | Fetální kopnutí                    | Mark Cendrowski | námět: Steven Molaro, Tara Hernandez a Jeremy Howe scénář: Steven Molaro, Saladin K. Patterson a Anthony Del Broccolo | 27. října 2016     | 6. září 2017  | T12.15306     | 14,31                      |
| 214          | 7         | The Veracity Elasticity          | Aspekty pravdomluvnosti            | Mark Cendrowski | námět: Steven Molaro, Eric Kaplan a Maria Ferrari scénář: Steve Holland, Jim Reynolds a Adam Faberman                 | 3. listopadu 2016  | 7. září 2017  | T12.15307     | 14,18                      |
| 215          | 8         | The Brain Bowl Incubation        | Inkubace mozkových buněk           | Mark Cendrowski | námět: Chuck Lorre, Steve Holland a Saladin K. Patterson scénář: Steve Molaro, Maria Ferrari a Tara Hernandez         | 10. listopadu 2016 | 7. září 2017  | T12.15308     | 14,47                      |
| 216          | 9         | The Geology Elevation            | Zneuznaný génius                   | Mark Cendrowski | námět: Chuck Lorre, Erik Kaplan a Maria Ferrari scénář: Steve Holland, Jim Reynolds a Jeremy Howe                     | 17. listopadu 2016 | 11. září 2017 | T12.15309     | 14,34                      |
| 217          | 10        | The Property Division Collision  | Šachování se společným majetkem    | Mark Cendrowski | námět: Steven Holland, Bill Prady a Steve Goetsch scénář: Steven Molaro, Maria Ferrari a Tara Hernandez               | 1. prosince 2016   | 11. září 2017 | T12.15310     | 14,54                      |
| 218          | 11        | The Birthday Synchronicity       | Synchronicita narozenin            | Nikki Lorre     | námět: Chuck Lorre, Steve Holland a Maria Ferrari scénář: Steven Molaro, Eric Kaplan a Tara Hernandez                 | 15. prosince 2016  | 12. září 2017 | T12.15311     | 15,96                      |
| 219          | 12        | The Holiday Summation            | Resumé vánočních svátků            | Mark Cendrowski | námět: Steven Molaro, Eric Kaplan a Tara Hernandez scénář: Steve Holland, Maria Ferrari a Jeremy Howe                 | 5. ledna 2017      | 12. září 2017 | T12.15312     | 16,80                      |
| 220          | 13        | The Romance Recalibration        | Reorganizace vztahu                | Mark Cendrowski | námět: Chuck Lorre, Dave Goetsch a Anthony Del Broccolo scénář: Steven Molaro, Steve Holland a Saladin K. Patterson   | 19. ledna 2017     | 13. září 2017 | T12.15313     | 15,15                      |
| 221          | 14        | The Emotion Detection Automation | Prototyp emočního detektoru        | Mark Cendrowski | námět: Chuck Lorre, Steven Molaro a Eric Kaplan scénář: Steve Holland, Jim Reynolds a Saladin K. Patterson            | 2. února 2017      | 13. září 2017 | T12.15314     | 14,66                      |
| 222          | 15        | The Locomotion Reverberation     | Další manipulace lokomotivou       | Mark Cendrowski | námět: Chuck Lorre, Steve Holland a Jim Reynolds scénář: Steven Molaro, Maria Ferrari a Tara Hernandez                | 9. února 2017      | 14. září 2017 | T12.15315     | 14,15                      |
| 223          | 16        | The Allowance Evaporation        | Sublimace kapesného                | Mark Cendrowski | námět: Eric Kaplan, Maria Ferrari a Jeremy Howe scénář: Steve Molaro, Steve Holland a Jim Reynolds                    | 16. února 2017     | 14. září 2017 | T12.15316     | 13,51                      |
| 224          | 17        | The Comic-Con Conundrum          | Šaráda s Comic-Conem               | Mark Cendrowski | námět: Eric Kaplan, Saladin K. Patterson a Tara Hernandez scénář: Steve Molaro, Steve Holland a Maria Ferrari         | 23. února 2017     | 18. září 2017 | T12.15317     | 13,38                      |
| 225          | 18        | The Escape Hatch Identification  | Metafora s únikovým východem       | Mark Cendrowski | námět: Steven Molaro, Eric Kaplan a Anthony Del Broccolo scénář: Steve Holland, Jim Reynolds a Tara Hernandez         | 9. března 2017     | 18. září 2017 | T12.15318     | 13,08                      |
| 226          | 19        | The Collaboration Fluctuation    | Fluktuace spolupráce               | Mark Cendrowski | námět: Chuck Lorre, Tara Hernandez a Giuseppe Graziano scénář: Steve Molaro, Steve Holland a Dave Goetsch             | 30. března 2017    | 18. září 2017 | T12.15319     | 12,78                      |
| 227          | 20        | The Recollection Dissipation     | Bezprecedentní ztráta paměti       | Mark Cendrowski | námět: Eric Kaplan, Tara Hernandez a Jeremy Howe scénář: Steve Molaro, Steve Holland a Maria Ferrari                  | 6. dubna 2017      | 18. září 2017 | T12.15320     | 12,59                      |
| 228          | 21        | The Separation Agitation         | Frustrace z odloučení              | Mark Cendrowski | námět: Steven Molaro, Jim Reynolds a Maria Ferrari scénář: Steve Holland, Tara Hernandez a Jeremy Howe                | 13. dubna 2017     | 20. září 2017 | T12.15321     | 11,89                      |
| 229          | 22        | The Cognition Regeneration       | Akceptace nezdolatelné výzvy       | Mark Cendrowski | námět: Steve Holland, Tara Hernandez a Jeremy Howe scénář: Dave Goetsch, Eric Kaplan a Jim Reynolds                   | 27. dubna 2017     | 20. září 2017 | T12.15322     | 12,52                      |
| 230          | 23        | The Gyroscopic Collapse          | Konfiskace z přísně tajných důvodů | Anthony Rich    | námět: Chuck Lorre, Steve Holland a Alex Ayers scénář: Steven Molaro, Jim Reynolds a Saladin K. Patterson             | 4. května 2017     | 21. září 2017 | T12.15323     | 12,39                      |
| 231          | 24        | The Long Distance Dissonance     | Rizika vztahů na dálku             | Mark Cendrowski | námět: Steven Molaro, Eric Kaplan a Jim Reynolds scénář: Chuck Lorre, Steve Holland a Tara Hernandez                  | 11. května 2017    | 21. září 2017 | T12.15324     | 12,99                      |

### Jedenáctá řada (2017–2018)
| Č. v seriálu | Č. v řadě | Původní název                   | Český název                      | Režie           | Scénář | Premiéra v USA     | Premiéra v ČR   | Produkční kód | Sledovanost v USA (v mil.) |
| ------------ | --------- | ------------------------------- | -------------------------------- | --------------- | --- | ------------------ | --------------- | ------------- | -------------------------- |
| 232          | 1         | The Proposal Proposal           | Akceptace nabídky k sňatku       | Mark Cendrowski | námět: Chuck Lorre, Eric Kaplan a Jeremy Howe scénář: Steve Holland, Maria Ferrari, Tara Hernandez             | 25. září 2017      | 8. ledna 2018   | T12.15601     | 17,65                      |
| 233          | 2         | The Retraction Reaction         | Nerozvážné interview             | Mark Cendrowski | námět: Steven Molaro, Steve Holland a Maria Ferrari scénář: Dave Goetsch, Eric Kaplan a Anthony Del Broccolo   | 2. října 2017      | 15. ledna 2018  | T12.15602     | 14,06                      |
| 234          | 3         | The Relaxation Integration      | Starosti s termínem svatby       | Mark Cendrowski | námět: Chuck Lorre, Steve Holland a Adam Faberman scénář: Maria Ferrari, Andy Gordon a Tara Hernandez          | 9. října 2017      | 22. ledna 2018  | T12.15603     | 13,13                      |
| 235          | 4         | The Explosion Implosion         | Účinné formy sbližování          | Mark Cendrowski | námět: Bill Prady, Maria Ferrari a Tara Hernandez scénář: Steve Holland, Eric Kaplan a Jeremy Howe             | 16. října 2017     | 29. ledna 2018  | T12.15604     | 13,07                      |
| 236          | 5         | The Collaboration Contamination | Manuál k dospělým dětem          | Nikki Lorre     | námět: Steven Molaro, Steve Holland a Eric Kaplan scénář: Dave Goetsch, Maria Ferrari a Jeremy Howe            | 23. října 2017     | 5. února 2018   | T12.15605     | 13,20                      |
| 237          | 6         | The Proton Regeneration         | Regenerace Protonů               | Mark Cendrowski | námět: Steven Molaro, Dave Goetsch a Alex Yonks scénář: Dave Steve Holland, Andy Gordon a Jeremy Howe          | 2. listopadu 2017  | 12. února 2018  | T12.15606     | 14,14                      |
| 238          | 7         | The Geology Methodology         | Reputace v sázce                 | Mark Cendrowski | námět: Steve Holland, Anthony Del Broccolo a Adam Faberman scénář: Eric Kaplan, Maria Ferrari a Tara Hernandez | 9. listopadu 2017  | 19. února 2018  | T12.15607     | 13,80                      |
| 239          | 8         | The Tesla Recoil                | Tesla kontra Edison              | Anthony Rich    | námět: Chuck Lorre, Eric Kaplan a Tara Hernandez scénář: Steve Holland, Maria Ferrari a Jeremy Howe            | 16. listopadu 2017 | 26. února 2018  | T12.15608     | 13,44                      |
| 240          | 9         | The Bitcoin Entanglement        | Bitcoinová retrospektiva         | Mark Cendrowski | námět: Steve Holland, Andy Gordon a Jeremy Howe scénář: Dave Goetsch, Maria Ferrari a Anthony Del Broccolo     | 30. listopadu 2017 | 5. března 2018  | T12.15609     | 13,84                      |
| 241          | 10        | The Confidence Erosion          | Destrukce sebedůvěry             | Mark Cendrowski | námět: Bill Prady, Maria Ferrari a Adam Faberman scénář: Steve Holland, Eric Kaplan a Tara Hernandez           | 7. prosince 2017   | 12. března 2018 | T12.15610     | 14,41                      |
| 242          | 11        | The Celebration Reverberation   | Extrémně otravná oslava          | Mark Cendrowski | námět: Steve Holland, Eric Kaplan a Alex Ayers scénář: Dave Goetsch, Maria Ferrari a Jeremy Howe               | 14. prosince 2017  | 19. března 2018 | T12.15611     | 13,74                      |
| 243          | 12        | The Matrimonial Metric          | Metriky svatebních rolí          | Mark Cendrowski | námět: Maria Ferrari, Tara Hernandez a Jeremy Howe scénář: Steve Holland, Eric Kaplan a Andy Gordon            | 4. ledna 2018      | 26. března 2018 | T12.15612     | 16,16                      |
| 244          | 13        | The Solo Oscillation            | Vibrace strun                    | Mark Cendrowski | námět: Chuck Lorre, Steve Holland a Anthony Del Broccolo scénář: Eric Kaplan, Maria Ferrari a Jeremy Howe      | 11. ledna 2018     | 2. dubna 2018   | T12.15613     | 15,93                      |
| 245          | 14        | The Separation Triangulation    | Férové odloučení                 | Mark Cendrowski | námět: Chuck Lorre, Eric Kaplan a Maria Ferrari scénář: Steven Molaro, Steve Holland a Tara Hernandez          | 18. ledna 2018     | 9. dubna 2018   | T12.15614     | 14,92                      |
| 246          | 15        | The Novelization Correlation    | Předloha detektivního románu     | Mark Cendrowski | námět: Steve Holland, Andy Gordon a Adam Faberman scénář: Eric Kaplan, Maria Ferrari a Jeremy Howe             | 1. února 2018      | 16. dubna 2018  | T12.15615     | 14,69                      |
| 247          | 16        | The Neonatal Nomenclature       | Úmorná kampaň                    | Gay Linvill     | námět: Eric Kaplan, Maria Ferrari a Anthony Del Broccolo scénář: Steve Holland, Tara Hernandez a Adam Faberman | 1. března 2018     | 23. dubna 2018  | T12.15616     | 13,75                      |
| 248          | 17        | The Athenaeum Allocation        | Přiřčení rezervace               | Mark Cendrowski | námět: Steve Holland, Steven Molaro a Tara Hernandez scénář: Dave Goetsch, Eric Kaplan a Maria Ferrari         | 8. března 2018     | 30. dubna 2018  | T12.15617     | 13,88                      |
| 249          | 18        | The Gates Excitation            | Gatesova excitace                | Mark Cendrowski | námět: Eric Kaplan, Maria Ferrari a Andy Gordon scénář: Steve Holland, Tara Hernadnez a Jeremy Howe            | 29. března 2018    | 7. května 2018  | T12.15618     | 13,26                      |
| 250          | 19        | The Tenant Disassociation       | Disociace nájemníků              | Mark Cendrowski | námět: Steve Holland, Jeremy Howe a Trevor Alper scénář: Dave Goetsch, Eric Kaplan a Maria Ferrari             | 5. dubna 2018      | 14. května 2018 | T12.15619     | 13,00                      |
| 251          | 20        | The Reclusive Potential         | Potenciál izolace                | Mark Cendrowski | námět: Maria Ferrari, Anthony Del Broccolo a Tara Hernandez scénář: Steve Holland, Eric Kaplan a Adam Faberman | 12. dubna 2018     | 21. května 2018 | T12.15620     | 12,77                      |
| 252          | 21        | The Comet Polarization          | Polarizace komety                | Mark Cendrowski | námět: Steve Holland, Bill Prady a Eric Kaplan scénář: Maria Ferrari, Andy Gordon a Tara Hernandez             | 19. dubna 2018     | 28. května 2018 | T12.15621     | 12,91                      |
| 253          | 22        | The Monetary Insufficiency      | Nedostatek finančních prostředků | Nikki Lorre     | námět: Dave Goetsch, Maria Ferrari a Tara Hernandez scénář: Steve Holland, Eric Kaplan a Jeremy Howe           | 26. dubna 2018     | 4. června 2018  | T12.15622     | 11,79                      |
| 254          | 23        | The Sibling Realignment         | Urovnání vyhrocených emocí       | Mark Cendrowski | námět: Steve Holland, Eric Kaplan a Anthony Del Broccolo scénář: Dave Goetsch, Maria Ferrari a Jeremy Howe     | 3. května 2018     | 11. června 2018 | T12.15623     | 12,93                      |
| 255          | 24        | The Bow Tie Asymmetry           | Asymetrie vázacího motýlka       | Mark Cendrowski | námět: Chuck Lorre, Steven Molaro a Maria Ferrari scénář: Steve Holland, Eric Kaplan a Tara Hernandez          | 10. května 2018    | 18. června 2018 | T12.15624     | 15,51                      |

### Dvanáctá řada (2018–2019)
| Č. v seriálu | Č. v řadě | Původní název                   | Český název                    | Režie           | Scénář | Premiéra v USA     | Premiéra v ČR     | Produkční kód | Sledovanost v USA (v mil.) |
| ------------ | --------- | ------------------------------- | ------------------------------ | --------------- | --- | ------------------ | ----------------- | ------------- | -------------------------- |
| 256          | 1         | The Conjugal Conjecture         | Manželský kompromis            | Mark Cendrowski | námět: Chuck Lorre, Eric Kaplan a Tara Hernandez scénář: Steve Holland, Maria Ferrari a Jeremy Howe                                                                             | 24. září 2018      | 4. února 2019     | T12.16001     | 12,92                      |
| 257          | 2         | The Wedding Gift Wormhole       | Mystifikace se svatebním darem | Mark Cendrowski | námět: Steve Holland, Steven Molaro a Maria Ferrari scénář: Dave Goetsch, Eric Kaplan a Andy Gordon                                                                             | 27. září 2018      | 11. února 2019    | T12.16002     | 12,04                      |
| 258          | 3         | The Procreation Calculation     | Kalkulace reprodukce           | Mark Cendrowski | námět: Chuck Lorre, Tara Hernandez a Adam Faberman scénář: Steve Holland, Maria Ferrari a Anthony Del Broccolo                                                                  | 4. října 2018      | 18. února 2019    | T12.16003     | 12,29                      |
| 259          | 4         | The Tam Turbulence              | Turbulence s Tamem             | Mark Cendrowski | námět: Steve Holland, Steven Molaro a Maria Ferrari scénář: Dave Goetsch, Eric Kaplan a Jeremy Howe                                                                             | 11. října 2018     | 25. února 2019    | T12.16004     | 12,94                      |
| 260          | 5         | The Planetarium Collision       | Planetární kolize              | Mark Cendrowski | námět: Eric Kaplan, Andy Gordon a Alex Ayers scénář: Steve Holland, Maria Ferrari a Tara Hernandez                                                                              | 18. října 2018     | 4. března 2019    | T12.16005     | 12,22                      |
| 261          | 6         | The Imitation Perturbation      | Odveta za imitaci              | Mark Cendrowski | námět: Steve Holland, Maria Ferrari a Tara Hernandez scénář: Eric Kaplan a Jeremy Howe a Adam Faberman                                                                          | 25. října 2018     | 11. března 2019   | T12.16006     | 12,99                      |
| 262          | 7         | The Grant Allocation Derivation | Odklon finančních prostředků   | Mark Cendrowski | námět: Eric Kaplan, Anthony Del Broccolo a Alex Yonks scénář: Steve Holland, Dave Goetsch a Maria Ferrari                                                                       | 1. listopadu 2018  | 18. března 2019   | T12.16007     | 12,64                      |
| 263          | 8         | The Consummation Deviation      | Kulminace první noci           | Mark Cendrowski | námět: Chuck Lorre, Steve Holland a Maria Ferrari scénář: Eric Kaplan, Andy Gordon a Adam Faberman                                                                              | 8. listopadu 2018  | 25. března 2019   | T12.16008     | 12,85                      |
| 264          | 9         | The Citation Negation           | Frustrace z citace             | Kristy Cecil    | námět: Eric Kaplan, Tara Hernandez a Jeremy Howe scénář: Steve Holland, Dave Goetsch a Maria Ferrari                                                                            | 15. listopadu 2018 | 1. dubna 2019     | T12.16009     | 12,56                      |
| 265          | 10        | The VCR Illumination            | VHS reminiscence               | Mark Cendrowski | námět: Steve Holland, Steven Molaro a Bill Prady scénář: Maria Ferrari, Andy Gordon a Jeremy Howe                                                                               | 6. prosince 2018   | 8. dubna 2019     | T12.16010     | 12,52                      |
| 266          | 11        | The Paintball Scattering        | Rozhádaný paintball            | Mark Cendrowski | námět: Maria Ferrari,Tara Hernandez a Adam Faberman scénář: Steve Holland, Eric Kaplan a Anthony Del Broccolo                                                                   | 3. ledna 2019      | 15. dubna 2019    | T12.16011     | 12,80                      |
| 267          | 12        | The Propagation Proposition     | Skandální návrh                | Mark Cendrowski | námět: Chuck Lorre, Steve Holland a Jeremy Howe scénář: Maria Ferrari, Dave Goetsch a Eric Kaplan                                                                               | 10. ledna 2019     | 22. dubna 2019    | T12.16012     | 13,53                      |
| 268          | 13        | The Confirmation Polarization   | Radikální stanovisko           | Mark Cendrowski | námět: Eric Kaplan, Andy Gordon a Anthony Del Broccolo scénář: Steve Holland, Maria Ferrari a Tara Hernandez                                                                    | 17. ledna 2019     | 29. dubna 2019    | T12.16013     | 13,32                      |
| 269          | 14        | The Meteorite Manifestation     | Porcování meteoritu            | Mark Cendrowski | námět: Chuck Lorre, Steve Holland a Maria Ferrari scénář: Eric Kaplan, Tara Hernandez a Jeremy Howe                                                                             | 31. ledna 2019     | 6. května 2019    | T12.16014     | 13,66                      |
| 270          | 15        | The Donation Oscillation        | Revokace darování              | Mark Cendrowski | námět: Bill Prady, Jeremy Howe a Adam Faberman scénář: Steve Holland, Dave Goetsch a Maria Ferrari                                                                              | 7. února 2019      | 13. května 2019   | T12.16015     | 13,97                      |
| 271          | 16        | The D & D Vortex                | Hraní s celebritami            | Mark Cendrowski | námět: Steve Holland, Maria Ferrari a Anthony Del Broccolo scénář: Eric Kaplan, Andy Gordon a Tara Hernandez                                                                    | 21. února 2019     | 20. května 2019   | T12.16016     | 13,48                      |
| 272          | 17        | The Conference Valuation        | Nástrahy konkurence            | Mark Cendrowski | námět: Chuck Lorre, Steven Molaro a Eric Kaplan scénář: Steve Holland, Maria Ferrari a Jeremy Howe                                                                              | 7. března 2019     | 27. května 2019   | T12.16017     | 12,99                      |
| 273          | 18        | The Laureate Accumulation       | Akumulace laureátů             | Mark Cendrowski | námět: Steve Holland, Adam Faberman a David Saltzberg scénář: Dave Goetsch, Eric Kaplan a Maria Ferrari                                                                         | 4. dubna 2019      | 2. června 2019    | T12.16018     | 12,22                      |
| 274          | 19        | The Inspiration Deprivation     | Senzorická deprivace           | Mark Cendrowski | námět: Eric Kaplan, Maria Ferrari a Andy Gordon scénář: Steve Holland, Anthony Del Broccolo a Tara Hernandez                                                                    | 18. dubna 2019     | 9. června 2019    | T12.16019     | 11,44                      |
| 275          | 20        | The Decision Reverberation      | Definice postačování           | Mark Cendrowski | námět: Steven Molaro, Steve Holland a Tara Hernandez scénář: Eric Kaplan, Maria Ferrari a Jermey Howe                                                                           | 25. dubna 2019     | 16. června 2019   | T12.16020     | 11,84                      |
| 276          | 21        | The Plagiarism Schism           | Plagiátorské schizma           | Nikki Lorre     | námět: Eric Kaplan, Maria Ferrari a Adam Faberman scénář: Steve Holland, Dave Goetsch a Tara Hernandez                                                                          | 2. května 2019     | 23. června 2019   | T12.16021     | 12,48                      |
| 277          | 22        | The Maternal Conclusion         | Mateřská peripetie             | Kristy Cecil    | námět: Steve Holland, Eric Kaplan a Jeremy Howe scénář: Maria Ferrari, Andy Gordon a Anthony Del Broccolo                                                                       | 9. května 2019     | 30. června 2019   | T12.16022     | 12,59                      |
| 278          | 23        | The Change Constant             | Proměnlivá konstanta           | Mark Cendrowski | Chuck Lorre, Steve Holland, Steven Molaro, Bill Prady, Dave Goetsch, Eric Kaplan, Maria Ferrari, Andy Gordon, Anthony Del Broccolo, Tara Hernandez, Jeremy Howe a Adam Faberman | 16. května 2019    | 7. července 2019  | T12.16023     | 18,52                      |
| 279          | 24        | The Stockholm Syndrome          | Stockholmský syndrom           | Mark Cendrowski | Chuck Lorre, Steve Holland, Steven Molaro, Bill Prady, Dave Goetsch, Eric Kaplan, Maria Ferrari, Andy Gordon, Anthony Del Broccolo, Tara Hernandez, Jeremy Howe a Adam Faberman | 16. května 2019    | 14. července 2019 | T12.16024     | 18,52                      |